# Ivan Nemet
Ivan Nemet (Sombor, 14. ožujka 1943. – Basel, 16. prosinca 2007.) je bio hrvatski i švicarski šahovski velemajstor. Međunarodni je majstor postao 1976. godine. Velemajstor je postao 1978. godine. U Švicarsu je odselio ranih 1980-ih. Umro je od srčanog udara 16. prosinca 2007. godine. Najveći rejting u karijeri bio mu je 2470 bodova, 1. siječnja 1979. godine.
Bio je prvak Hrvatske u šahu 1973. godine.
Prvak Jugoslavije 1979. godine i prvak Švicarske 1990. godine.
Bio je reprezentativac Jugoslavije u šahu. 1980. nastupio je na europskom timskom prvenstvu u šahu u švedskoj Skari. 1998. je igrao za Švicarsku na šahovskoj olimpijadi u Elisti.
Bavio se treniranjem drugih šahista. Pod njegovim je vodstvom Ognjen Cvitan 1981. postao svjetskim juniorskim prvakom. Njegova je učenica bila hrvatska reprezentativka Lara Stock.
| Godina | Turnir                          | Rezultat | Mjesto |
| ------ | ------------------------------- | -------- | ------ |
| 1959.  | juniorsko prvenstvo Jugoslavije |          | 1—2    |
| 1961.  | juniorsko prvenstvo Jugoslavije |          | 1      |
| 1973.  | prvenstvo Hrvatske              |          | 1      |
| 1975.  | međunarodni turnir (Kikinda)    |          | 1      |
| 1976.  | međunarodni turnir (Mladenovac) |          | 2      |
| 1978.  | međunarodni turnir (Virovitica) |          | 3—5    |
| 1979.  | 34. prvenstvo Jugoslavije       | 10 iz 13 | 1      |
|        | međunarodni turnir (Virovitica) |          | 2      |
| 1980.  | međunarodni turnir (Venecija)   |          | 2      |
| 1982.  | međunarodni turnir (Lugano)     |          | 3—11   |
| 1985.  | međunarodni turnir (Lugano)     |          | 2—15   |
| 1987.  | međunarodni turnir (Ženeva)     |          | 3—7    |
|        | međunarodni turnir (Martini)    |          | 3—4    |
|        | međunarodni turnir (Mendrisio)  |          | 1—4    |
| 1990.  | prvenstvo Švicarske             |          | 1      |

## Vanjske poveznice
- Partije na chessgames.com
- Osobna stranica Ivana Nemata na 365.chess.com
- Nekrolog na stranicama The Week in Chess  Arhivirana inačica izvorne stranice od 20. prosinca 2007. (Wayback Machine)